# Ginza (canção)
"Ginza"é uma canção interpretada pelo cantor colombiano J Balvin. Foi lançado como o primeiro single do quarto álbum de estúdio do cantor, Energía, em 17 de julho de 2015.
"Ginza" teve sucesso comercial, posicionando-se no top 10 da maioria dos mercados latino-americanos e passando para a rádio européia. Alcançou o número um em várias paradas, nos Estados Unidos a canção se tornou a mais antiga número um de um artista solo.
Um remix com os conhecidos cantores de reggaeton Daddy Yankee, Farruko, Yandel, De La Ghetto, Nicky Jam, Arcángel e Zion of Zion & Lennox foi lançado em 27 de novembro de 2015. Em janeiro de 2016, um remix adicional com a cantora brasileira Anitta foi lançado somente no Brasil.

## Antecedentes
O nome da música veio de um filtro de imagem que J Balvin usava constantemente na rede social Instagram. Balvin decidiu colocar esse nome depois que seus fãs "gostarem do nome". Segundo a Universal Music Group, "Ginza" representa "uma cidade no Japão, onde a moda é proeminente, mostrando que o título é a representação perfeita dos grandes amores do artista, seus fãs, sua música e moda".
Balvin disse que "Ginza": "foi criado para sair da minha zona de conforto", também disse que "nós corremos o risco de dar um novo som ao mundo" e "covardes nunca escrevem nada".
De acordo com FEID (como é conhecido artisticamente Solomon Villada Hoyos), um dos compositores da música, o processo de criação do tema foi trabalhado ao lado de todos os compositores e produtores: "Enquanto [Alejandro" Sky "Ramirez] estava fazendo letras, Então os sons que também estavam sendo gerados fizeram você sentir coisas, alegria, tristeza, amor ou desconfiança." Villada também disse que "a faixa é diferente, as letras são raras, existem metáforas."

## Recepção
Leila Cobo, da Billboard, qualificou a música com três estrelas de cinco. Cobo disse que, embora Balvin seja conhecido por sua "melodia infundida de reggaeton", "Ginza" é tudo sobre "ritmo", com um arranjo "eletro minimalista floresce inspirado em Calypso e tons baixos e inesperados". Cobo concluiu que a faixa, não tem um "refrão irresistível", como o outro single do cantor "6 AM", "Adeus aos clubes, mulheres e movimento de dança ainda acordam em você".
"Ginza" tornou-se o single mais bem sucedido da carreira do artista até naquele momento. Na Colômbia, "Ginza" foi colocado em primeiro lugar na lista geral do Relatório Nacional, também recebeu um certificado de ouro, de cinco mil cópias legais vendidas. No México, a música também tem um disco de ouro dado pela Asociación Mexicana de Productores de Fonogramas y Videogramas (AMPROFON), graças ao seu alto impacto, desde que alcançou a primeira posição nas listas de airplay feitas pela Billboard. Na República Dominicana, atingiu o número três, enquanto na Venezuela, a faixa está posicionada em décimo lugar na lista geral do Record Report. "Ginza" também tem uma certificação de ouro no Chile e tripla platina no Peru.

## Remixes
Dois remixes oficiais foram lançados para vários mercados. Uma dirigida ao mercado latino-americano, lançada em 27 de novembro de 2015, que trouxe a participação de Daddy Yankee, Farruko, Yandel, Nicky Jam, Arcangel e Zion. O outro lançado no Brasil em janeiro de 2016, com a participação da cantora Anitta.

## Vídeo da música e apresentações
J Balvin lançou o vídeo da música "Ginza" em 21 de julho de 2015 na plataforma de Flipagram. O clipe foi dirigido por Juan Pablo Valencia, na cidade de Medellín, onde "capturou com sucesso o conceito ninja proposto pelo artista". O vídeo contou com a participação da modelo colombiano Laura Hénao.
O vídeo foi filmado entre 28 e 30 de junho de 2015, em uma antiga capela Conselho Fabricato no município de Bello, que se tornaria um "nightclub misterioso", O cinegrafista Harold Jimenez 36 graus em entrevista à mídia local de Antioquia, disse que decidiu fazer o clipe de vídeo naquele lugar, porque "a localização emprestou os espaços para fazer o vídeo e poderia trazer um beco e na capela o disco foi adaptado." Com "Ginza" Balvin quebrou o recorde no vídeo em língua espanhola mais reproduzida nas primeiras 24 horas, com um total de 2,5 milhões de cópias em seu primeiro dia no YouTube, isto de acordo com o artista de gravadora e uma plataforma VEVO. Em meados de 2016 e para impulsionar sua carreira no Brasil, o artista re-editar o vídeo da música para incluir o remix com a cantora Anitta.

## Créditos
- José Alvaro Osorio: compositor, artista principal
- Carlos "Mosty" Alejandro Patiño: compositor e produtor musical
- Alejandro Ramírez: compositor e produtor
- René David Cano Ríos: compositor
- Salomón Villada Hoyos: compositor
- Capitol Latin Records, EMI Music México e Universal Music Group

## Formatos e faixas
- Download digital

1. "Ginza" - 2:49

- Ginza EP — Remixes

1. "Ginza" (Cumbia Remix) - 2:56
2. "Ginza" (Radio edit) [com a participação de Daddy Yankee, Farruko, Yandel, De La Ghetto, Nicky Jam, Arcángel e Zion] - 6:33
3. "Ginza" (Atellagali Remix) - 2:43

- Download digital - Brasil

1. "Ginza" (Anitta Remix) [com a participação de Anitta] - 2:50

## Desempenho nas tabelas musicais
| Chart (2015—16)                                 | Maior posição |
| ----------------------------------------------- | ------------- |
| Bélgica (Valonia Ultratip Songs)                | 16            |
| Colômbia (National Report)                      | 2             |
| Eslováquia (Rádio Top 100)                      | 66            |
| Espanha (Top 100 Canciones)                     | 1             |
| Estados Unidos (Billboard Hot 100)              | 84            |
| Estados Unidos (Hot Latin Songs)                | 1             |
| Estados Unidos (Latin Pop Songs)                | 1             |
| Estados Unidos (Billboard Latin Rhythm Airplay) | 1             |
| Estados Unidos (Billboard Tropical Airplay)     | 2             |
| França (Top 200 Singles Telechargés)            | 21            |
| Hungria (Single Track Top 40)                   | 11            |
| Itália (Top 100 Digital)                        | 1             |
| México (Mexico Airplay)                         | 1             |
| México (Mexico Español Airplay)                 | 1             |
| Países Baixos (Singles Top 100)                 | 83            |
| Polônia (Polish Airplay Top 100)                | 43            |
| República Dominicana (Top 20 General)           | 3             |
| República Dominicana (Top 20 Urbano)            | 1             |
| Romênia (Media Forest)                          | 2             |
| Suécia (Veckans Heatseekers)                    | 6             |
| Suíça (Swiss Singles Chart)                     | 33            |
| Venezuela (Record Report)                       | 10            |

| Chart (2016)                | Posição |
| --------------------------- | ------- |
| Itália (FIMI)               | 10      |
| Suíça (Schweizer Hitparade) | 84      |

## Vendas e certificações
| Região | Certificação          | Vendas/distribuição |
| --- | --------------------- | ------------------- |
| Brasil (Pro-Música Brasil) | 2× Diamante           | 320,000 *           |
| Espanha (PROMUSICAE) | 4× Platina            | 160,000 ^           |
| EUA (RIAA) | Diamante (Latin)      | 600,000 ‡           |
| Itália (FIMI) | 5× Platina            | 250,000 ‡           |
| México (AMPROFON) | 2×Diamante+3× Platina | 720,000 *           |
| *vendas baseadas apenas na certificação ^distribuições baseadas apenas na certificação ‡dados de streaming baseados somente em certificação |                       |                     |

## Histórico de lançamento
| País         | Data                | Formato(s) | Gravadora       |
| ------------ | ------------------- | ---------- | --------------- |
| Mundialmente | 17 de julho de 2015 | Airplay    | Capitol Records |